# Seikon no Qwaser
Seikon no Qwaser (jap. 聖痕のクェイサー, Seikon no Kweisā, dt. „Qwaser des Stigmata“) ist eine Manga-Reihe die von Hiroyuki Yoshino geschrieben und von Ken’etsu Satō gezeichnet wird. Der Manga wird seit September 2006 innerhalb des Shōnen-Magazins Champion Red veröffentlicht, das von Akita Shoten herausgegeben wird. In den Jahren 2010/2011 wurde die Reihe von Hoods Entertainment als gleichnamige Anime-Fernsehserie adaptiert.

## Handlung
In der St. Mikhailov Academy trifft Oribe Mafuyu auf einen Jungen mit silbernen Haaren, der Aleksander heißt. Er ist ein Qwaser, ein Wesen, welches ein bestimmtes Element des Periodensystems manipulieren kann. Eine seltsame Aura umgibt daraufhin die Bildungsstätte, die schon bald Austragungsort sämtlicher Konflikte zwischen den einzelnen Qwasers wird.

## Entstehung und Veröffentlichungen
Die Handlung Manga-Reihe Seikon no Qwaser wird vom Autor Hiroyuki Yoshino geschrieben, der unter anderem auch am Manga zu Mai-Otome schrieb oder am Drehbuch von Macross Frontier beteiligt war. Die Zeichnungen werden jedoch von Ken’etsu Satō angefertigt, der bereits zuvor mit Yoshino am Manga zu Mai-Otome zusammengearbeitet hatte.
Seit September 2006 wird der Manga innerhalb des monatlich erscheinenden Magazins Champion Red veröffentlicht, das von Akita Shoten herausgegeben wird. Zusammengefasste Kapitel der noch immer fortgesetzten Reihe werden seit dem 20. Dezember 2006 als Tankōbon publiziert, von denen bisher (Stand: Februar 2015) 20 Bände erschienen:
1. ISBN 4-253-23103-9, 20. Dezember 2006
2. ISBN 978-4-253-23104-6, 20. April 2007
3. ISBN 978-4-253-23105-3, 20 September 2007
4. ISBN 978-4-253-23106-0, 20. Februar 2008
5. ISBN 978-4-253-23107-7, 18. Juli 2008
6. ISBN 978-4-253-23108-4, 19. Dezember 2008
7. ISBN 978-4-253-23109-1, 20. Mai 2009
8. ISBN 978-4-253-23476-4, 18. Dezember 2009
9. ISBN 978-4-2532-3477-1, 20. April 2010
10. ISBN 978-4-253-18178-5, 20. Oktober 2010, Sonderausgabe mit DVD: ISBN 978-4-253-18178-5
11. ISBN 978-4-253-23479-5, 19. März 2011
12. ISBN 978-4-253-23480-1, 19. August 2011
13. ISBN 978-4-253-23481-8, 20. Januar 2012
14. ISBN 978-4-253-23482-5, 20. Juni 2012
15. ISBN 978-4-253-23483-2, 20. Dezember 2012
16. ISBN 978-4-253-23484-9, 20. Mai 2013
17. ISBN 978-4-253-23485-6, 18. Oktober 2013
18. ISBN 978-4-253-23486-3, 20. März 2014
19. ISBN 978-4-253-23487-0, 20. August 2014
20. ISBN 978-4-253-23488-7, 20. Januar 2015

Der Manga wird seit dem 3. August 2010 als Qwaser of Stigmata auf Englisch bei Tokyopop veröffentlicht.

## Anime
Im Jahr 2010 wurde der Manga unter der Regie von Hiraku Kaneko als Anime-Fernsehserie adaptiert, die von Hoods Entertainment produziert wurde. Die künstlerische Leitung übernahm Takadumi Suzuki, während das Charakterdesign von Makoto Uno herausgearbeitet wurde, das auf dem des Mangas beruht. Die Leitung der Animation übernahmen Hiroya Iijima und Isao Sugimoto. Die Musik wurde von Tatsuya Katō produziert.
Die Serie wurde erstmals vom 10. Januar 2010  kurz nach Mitternacht (und damit am vorigen Fernsehtag) bis zum 20. Juni 2010 auf MBS übertragen. Die Sender Chiba TV, TV Saitama, Tokyo MX und TV Kanagawa begannen in den Folgetagen ebenfalls mit der Ausstrahlung. Etwa drei Wochen später begann ebenfalls AT-X landesweit mit der Ausstrahlung. Alle Sender zeigten jedoch nicht die ursprüngliche, sondern eine sexuelle und gewalttätige Elemente stark zensierende Fassung des Animes. Parallel zur Ausstrahlung im Fernsehen wurde die Serie ebenfalls von Biglobe Stream als kommerzielles Angebot gestreamt, die nicht zensiert wurde.
Dem am 20. Oktober 2010 erschienenen 10. Mangaband wurde eine DVD mit einer weiteren Folge namens Seikon no Qwaser: Jotei no Shōzō (聖痕のクェイサー 女帝の肖像) beigelegt, die von der Handlung zwischen der 10. und 11. Animefolge angesiedelt ist.
Eine zweite Staffel mit weiteren 12 Folgen lief vom 12. April bis 28. Juni 2011 ebenfalls kurz nach Mitternacht auf Tokyo MX. Zwei Tage später folgte Chiba TV und etwa eine Woche später AT-X. Parallel erfolgte ebenfalls ein Stream bei Biglobe.

### Synchronisation
| Rolle                      | japanischer Sprecher (Seiyū) |
| -------------------------- | ---------------------------- |
| Aleksander Nikolaevich Her | Yūko Sanpei                  |
| Mafuyu Oribe               | Ayumi Fujimura               |
| Tomo Yamanobe              | Aki Toyosaki                 |
| Teresa Beria               | Minori Chihara               |
| Miyuri Tsujidō             | Ayako Kawasumi               |
| Hana Katsuragi             | Yōko Hikasa                  |
| Ekaterina Kurae            | Aya Hirano                   |
| Elizabeth                  | Ai Shimizu                   |
| Ayana Minase               | Ayahi Takagaki               |
| Fumika Mitarai             | Kana Hanazawa                |

### Musik
Der Vorspann der ersten Staffel war bis Folge 12 mit einer Kurzfassung des Titels Errand unterlegt, der von Faylan (飛蘭) gesungen wurde. Der Liedtext wurde von Aki Hata geschrieben. Die Komposition als auch das Arrangement stammen von Daisuke Kikuta von Elements Garden. Der Titel wurde am 27. Januar 2010 vom Label Lantis veröffentlicht. Ab Folge 13 verwendete man Baptize von Yōsei Teikoku, wobei der Liedtext von Mitglied Yui und Komposition sowie Arrangement vom anderen Mitglied Takaha Tachibana stammt.
Den Abspann bildete für die Folgen 1 bis 4 sowie 6 bis 12 eine Kurzfassung des Titels Passionate squall. Dieser wurde von den Seiyū Ayumi Fujimura, Aki Toyosaki, Minori Chihara, Aya Hirano und Yōko Hikasa interpretiert. Jedoch werden sie in der Veröffentlichung unter den Namen der entsprechenden Rolle im Anime geführt. Komponiert und arrangiert wurde der Titel von Tom-H@ck. Als Single wurde der Titel am 10. Februar 2010 ebenfalls vom Label Lantis veröffentlicht. Unterbrochen wurde dies für Folge 5 mit Mimei no Inori (未明の祈り) gesungen von Minori Chihara unter ihrem Rollennamen, komponiert von Katsuya Yoshida und arrangiert von Kyō Takada. Ab Folge 13 wechselte wie schon der Vorspann auch der Abspann, hier auf Wishes Hypocrites, gesungen von selben Ensemble wie Passionate squall. Die Komposition stammt von Tetsushi Enami und das Arrangement von Rokugen. Der Liedtext aller Abspannlieder wurde von Aki Hata erdacht.
Für die zweite Staffel wurde als Vorspann Rasen, Arui wa Seinaru Yokubō. (螺旋、或いは聖なる欲望., dt. „Spirale, oder eine geheiligte Begierde“) von Faylan verwendet und als Abspann metaphor von Shōjobyō.